# Aleksandr Korowin
Aleksandr Siergiejewicz Korowin (ur. 15 lutego 1994 w Pierwouralsku) – rosyjski łyżwiarz figurowy reprezentujący Filipiny, startujący w parach sportowych z Isabellą Gamez. Medalista zawodów z cyklu Grand Prix i Challenger Series.

## Osiągnięcia

### Z Isabellą Gamez (Filipiny)
| Mistrzostwa świata               | 18 | 21 |
| Mistrzostwa czterech kontynentów | 9  |    |
| CS Autumn Classic International  |    | 10 |
| CS Finlandia Trophy              | 9  |    |
| CS Golden Spin of Zagreb         | WD |    |
| CS Warsaw Cup                    | 11 |    |
| Cup of Nice                      | 2  |    |

### Z Alisą Jefimową (Rosja)
| Zawody                     | 15–16          | 16–17          | 17–18          | 18–19          | 19–20          |                |                |                |                |                |                |                |                |                |                |                |                |
| Międzynarodowe             | Międzynarodowe | Międzynarodowe | Międzynarodowe | Międzynarodowe | Międzynarodowe | Międzynarodowe | Międzynarodowe | Międzynarodowe | Międzynarodowe | Międzynarodowe | Międzynarodowe | Międzynarodowe | Międzynarodowe | Międzynarodowe | Międzynarodowe | Międzynarodowe | Międzynarodowe |
| -------------------------- | -------------- | -------------- | -------------- | -------------- | -------------- | -------------- | -------------- | -------------- | -------------- | -------------- | -------------- | -------------- | -------------- | -------------- | -------------- | -------------- | -------------- |
| GP Cup of China            |                |                |                |                | 8              |                |                |                |                |                |                |                |                |                |                |                |                |
| GP NHK Trophy              |                |                |                |                | 4              |                |                |                |                |                |                |                |                |                |                |                |                |
| GP Rostelecom Cup          |                | 7              |                | 5              |                |                |                |                |                |                |                |                |                |                |                |                |                |
| GP Skate America           |                |                |                | 2              |                |                |                |                |                |                |                |                |                |                |                |                |                |
| CS Finlandia Trophy        |                |                |                |                | 2              |                |                |                |                |                |                |                |                |                |                |                |                |
| CS Golden Spin Zagrzeb     |                |                |                | 1              |                |                |                |                |                |                |                |                |                |                |                |                |                |
| CS Lombardia Trophy        |                |                | 5              |                |                |                |                |                |                |                |                |                |                |                |                |                |                |
| CS Memoriał Ondreja Nepeli |                |                | 3              |                |                |                |                |                |                |                |                |                |                |                |                |                |                |
| CS Nebelhorn Trophy        |                |                |                | 1              | 7              |                |                |                |                |                |                |                |                |                |                |                |                |
| CS Tallinn Trophy          |                | 2              | 2              |                |                |                |                |                |                |                |                |                |                |                |                |                |                |
| Cup of Tyrol               |                | 2              |                |                |                |                |                |                |                |                |                |                |                |                |                |                |                |
| Memoriał Helmuta Seibta    | 2              |                |                |                |                |                |                |                |                |                |                |                |                |                |                |                |                |
| Zimowa uniwersjada         |                |                |                | 1              |                |                |                |                |                |                |                |                |                |                |                |                |                |
| Krajowe                    |                |                |                |                |                |                |                |                |                |                |                |                |                |                |                |                |                |
| Mistrzostwa Rosji          | 9              | 8              | 9              | 6              | 9              |                |                |                |                |                |                |                |                |                |                |                |                |

### Z Aleksandrą Mininą (Rosja)
| Mistrzostwa Rosji juniorów | 9 J |